# IMFACT
IMFACT (tiếng Hàn: 임팩트 là sự kết hợp của I'm Fact và Impact ) là một nhóm nhạc Hàn Quốc được thành lập bởi Star Empire Entertainment vào năm 2016. Nhóm mắt vào ngày 27 tháng 1 năm 2016, với đĩa đơn"Lollipop". Nhóm bao gồm năm thành viên: Jeup, Taeho, Jian, Sang và Ungjae.

## Lịch sử

### Trước khi ra mắt
Sang được phát hiện bởi Star Empire Entertainment, khi anh được ba tuổi.
Trước khi ra mắt, Jian là backup dancer cho B1A4 và Juniel. Jeup đã học Taekwondo và thậm chí còn là thành viên của đội tuyển quốc gia khi anh còn học trung học. Trước khi trở thành thực tập sinh của Star Empire Entertainment, Taeho đã từng là thực tập sinh của MBK Entertainment và  Happy Face Entertainment.

### 2016: Ra mắt với Lollipop vàRevolt
Imfact phát hành đĩa đơn đầu tiên "Lollipop" vào ngày 27 tháng 1 năm 2016. Single album có 4 bài hát với ca khúc chủ đề là Lollipop và được sản xuất bởi các thành viên. Nhóm biểu diễn lần đầu trên sân khấu tại M! Countdown vào ngày 28 tháng 1 năm 2016. Imfact tổ chức Fanmeeting đầy tiên ngày 19 tháng 6 năm 2016.
Ngày 13 tháng 8, họ đã tổ chức một buổi phát sóng trực tiếp trên V App để kỷ niệm 200 ngày ra mắt và công bố tên fandom của nhóm là IF.
Ngày 21 tháng 10, Imfact thông báo rằng sẽ trở lại vào tuần thứ hai của tháng mười một. Vào ngày 31 tháng 10, Imfact đã bỏ đoạn giới thiệu về comeback và một hình ảnh teaser. Đĩa đơn thứ hai của họ "Revolt" sẽ được phát hành vào ngày 11 tháng 11. Ngày 11 tháng 11, họ trở lại với single album Revolt và ca khúc chủ đề "F, S, G Feel so Good".

### 2018:The Light
Vào ngày 9 tháng 4, Imfact thông báo sẽ trở lại vào tuần thứ ba của tháng tư. Ngày 17 tháng 4, họ trở lại với Digital Single The Light

## Các thành viên
| Nghệ danh | Nghệ danh | Tên thật     | Tên thật | Ngày sinh            | Chức vụ                                               |
| --------- | --------- | ------------ | -------- | -------------------- | ----------------------------------------------------- |
| Latinh    | Hangul    | Latinh       | Hangul   | Ngày sinh            | Chức vụ                                               |
| JeUp      | 제업      | Park Je Up   | 박제업   | 27 tháng 3 năm 1993  | Main Vocalist, Lead Dancer, Visual, Face of the Group |
| Taeho     | 태호      | Kim Wooojin  | 김태호   | 1 tháng 11 năm 1993  | Main Dancer, Main Vocalist                            |
| Taeho     | 태호      | Kim Taeho    | 김태호   | 1 tháng 11 năm 1993  | Main Dancer, Main Vocalist                            |
| Jian      | 지안      | Lee Daekwang | 이대광   | 8 tháng 11 năm 1993  | Leader, Main Rapper, Lead Dancer, Vocalist            |
| Sang      | 상        | Lee Sang     | 이상     | 17 tháng 10 năm 1995 | Lead Vocalist, Visual                                 |
| Ungjae    | 웅재      | Na Ung Jae   | 나웅재   | 28 tháng 5 năm 1998  | Vocalist, Rapper, Maknae                              |

## Danh sách đĩa nhạc hát

### Đĩa đơn
Prism (반란/斑爛)
Feel So Good
Mirrorz
Woo
Feel So Good (Inst.)
| Tiêu đề  | Chi tiết | Peak chart positions | Sales         |
| Tiêu đề  | Chi tiết | KOR                  | Sales         |
| -------- | --- | -------------------- | ------------- |
| Lollipop | - Released: January 27, 2016 - Label: Star Empire Entertainment, KT Music - Format: CD, digital download                                                                                              | 6                    | - KOR: 5,147+ |
| Revolt   | - Release: November 11, 2016 - Label: Star Empire Entertainment, KT Music - Format: CD, digital download Track listing 1. Prism (반란/斑爛) 2. Feel So Good 3. Mirrorz 4. Woo 5. Feel So Good (Inst.) | 13                   | - KOR: 4,132+ |

### Single
| Tiêu đề                                     | Năm  | Peak chart positions | Sales          | Album            |
| Tiêu đề                                     | Năm  | KOR                  | Sales          | Album            |
| ------------------------------------------- | ---- | -------------------- | -------------- | ---------------- |
| "Lollipop" (롤리팝)                         | 2016 | —                    | - KOR: 20,928+ | Lollipop         |
| "F,S,G (Feel So Good)"                      | 2016 | 105                  | - KOR: 23,015+ | Revolt           |
| "In The Club" (니가 없어)                   | 2017 | 112                  | - KOR: —       | Non-album single |
| "Please Be My First Love" (첫사랑을 부탁해) | 2017 | —                    | - KOR: —       | Non-album single |
| "Tension Up" (텐션업)                       | 2017 | —                    | - KOR: —       | Non-album single |
| "The Light" (빛나)                          | 2018 | 132                  | - KOR: —       | Non-album single |